# Melchior (forskningsstation)

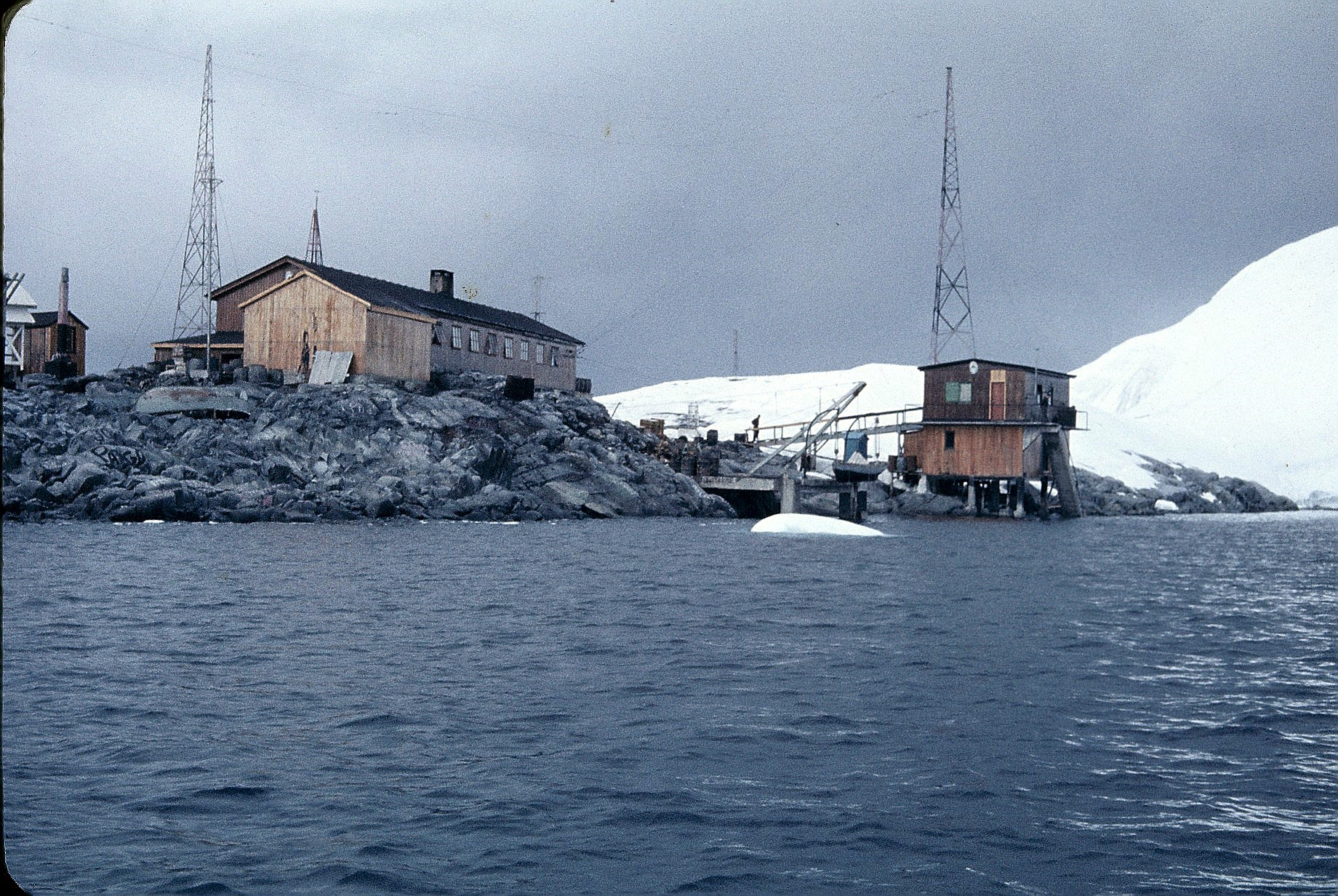
Melchior år 1958.

Melchior-stationen (spanska: Base Melchior) är en argentinsk militärbas och forskningsstation på Observatorio Island i ögruppen Melchior Islands i Palmerarkipelagen utanför den Antarktiska halvön. Mellan 1947 och 1961 var den en permanent bas, men den används nu endast under sommaren.